# Полторацкий, Алексей Иванович
Алексей Иванович Полторацкий (укр. Олексій Іванович Полторацький; 1 декабря 1905, Чернигов — 15 марта 1977, Киев) — украинский советский писатель, сценарист, публицист, литературный критик, редактор «толстых» журналов. Общественный деятель.

## Биография

Редакция журнала «Всесвіт» в 1958 г. Сидит в центре — А. Полторацкий

В 1926 окончил филологический факультет Киевского университета. Работал в средствах массовой информации. Печатался с конца 1920-х годов. Тогда же был членом харьковской литературной организации «Новая генерация».
С 1931 — редактор Одесской студии художественных фильмов.
Преподавал в Харьковском коммунистическом университете имени Артёма, сотрудничал с редакциями газет и журналов.
Участник Великой Отечественной войны. Был специальным корреспондентом фронтовых газет.
После окончания войны несколько лет редактировал журналы «Україна» и «Вітчизна». С 1958 до 1970 — главный редактор украинского общественно-политического и литературно-художественного иллюстрированного журнала иностранной литературы, старейшего литературного журнала Украины — «Всесвіт».
В 1959 по его сценарию на Одесской киностудии был снят фильм «Как поссорился Иван Иванович с Иваном Никифоровичем» (по Н. Гоголю).
Похоронен на киевском Байковом кладбище.

## Избранные произведения
- Останні дні бурханів (1932)
- На шістьох меридіянах (1933)
- Джентлмени з спеціальною військовою освітою (рассказы, 1933)
- У дні перемог і відплати (1945)
- Юність Гоголя (1957)
- Повість про Гоголя. (1960)
- Люди йдуть у вогонь (роман, 1965)
- Людина, народжена Жовтнем (1967)

## Награды
- Орден «Знак Почёта» (дважды)
- медали СССР